# Bremsenergie

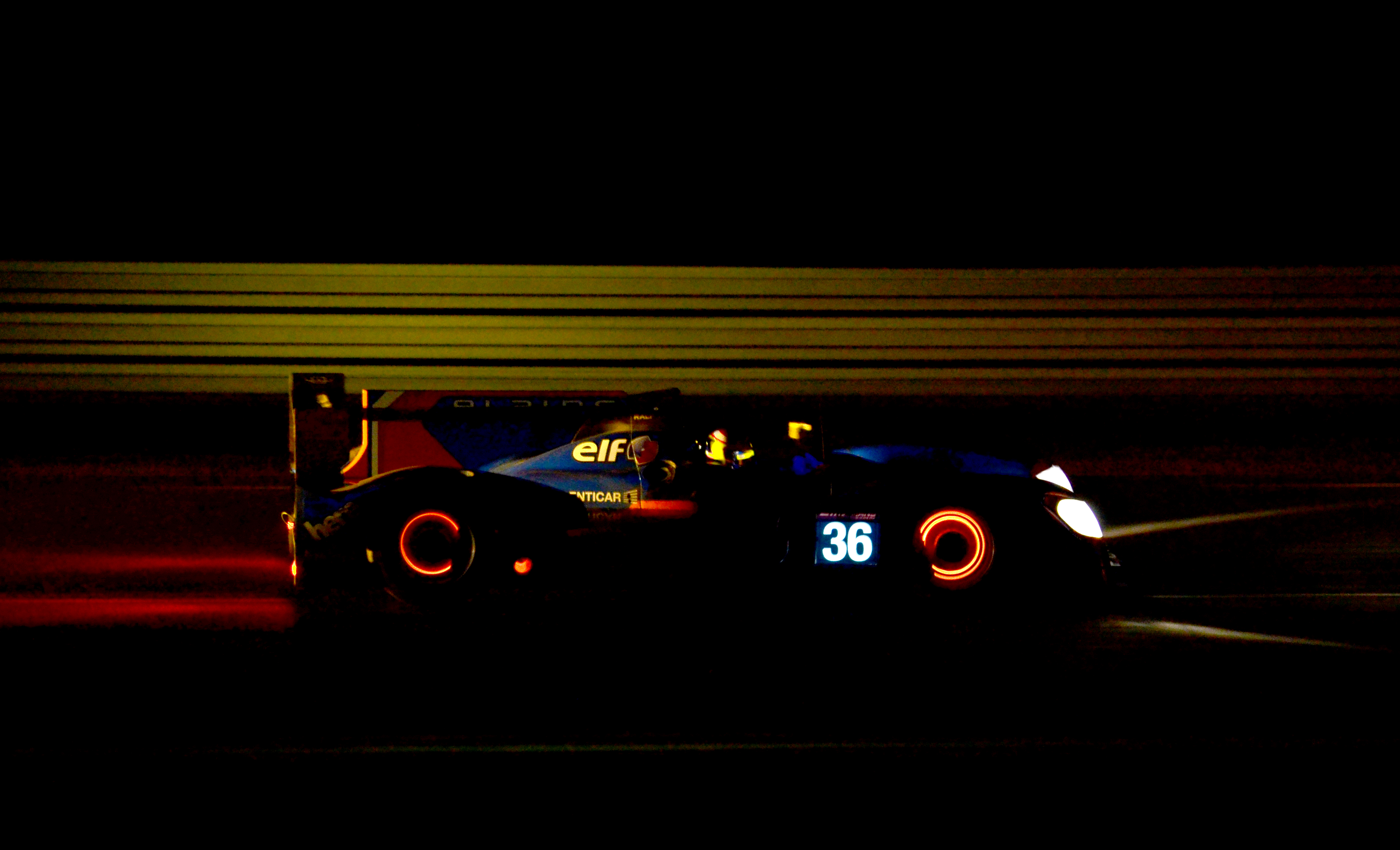
Le-Mans-Sportwagen mit glühenden Bremsscheiben

Als Bremsenergie wird umgangssprachlich die Energie bezeichnet, die benötigt wird, um einen sich bewegenden Gegenstand (z. B. ein Fahrzeug) über ein Bremssystem zu verzögern.
Physikalisch handelt es sich um die Umwandlung von kinetischer Energie des Körpers, zumeist in thermische Energie durch Reibung, z. B. über Erhitzung der Bremsanlage. Die Erhitzung kann in seltenen Fällen bis zur Rotglut der Bremsscheiben führen. 
Moderne Bremssysteme versuchen, die Bremsenergie rückwirkend nutzen, z. B. bei Hybridantrieben, um Akkumulatoren zu laden. Die Energieumwandlung erfolgt über ein ausgeklügeltes Rückspeisesystem, welches ähnlich dem eines Generators funktioniert.
Um beispielsweise ein 1500 kg schweres Fahrzeug von 200 km/h bis zum Stillstand abzubremsen, müssen 2315 kJ Bewegungsenergie umgewandelt werden. Bei einer Vollbremsung liegt die Bremsleistung bei mehr als 200 kW.